# Mutsumi Takahashi
 (septembre 2008).
Si vous disposez d'ouvrages ou d'articles de référence ou si vous connaissez des sites web de qualité traitant du thème abordé ici, merci de compléter l'article en donnant les références utiles à sa vérifiabilité et en les liant à la section « Notes et références ».
Pour les articles homonymes, voir Takahashi.
Mutsumi Takahashi est une journaliste et une animatrice de télévision canadienne (québécoise). Elle est chef d'antenne de CFCF sur le réseau CTV.
Née à Shiroishi au Japon, elle a étudié au Cégep Vanier ainsi qu'à l'Université Concordia de Montréal. Son intérêt pour les médias électroniques a commencé lorsqu'elle était lectrice pour Radio Sir George.
À l'université, elle travaille pour le journal étudiant, appelé The Georgian, et elle dirige la radio étudiante. Takahashi découvre qu'elle aime transmettre l'information à ceux qui en ont besoin.
Après une brève carrière dans la radio en tant que stagiaire à la station CKGM, Takahashi arrive à CFCF en 1982, où elle exerce le métier de journaliste. Elle mérite une place dans le service des informations seulement quatre ans plus tard.
Takahashi est également collaboratrice à l'émission communautaire Park Avenue Metro de CFCF. 
Elle est la présentatrice du bulletin de midi et celui de 18 :00 heures depuis 1986, tout d’abord avec Bill Haugland, jusqu’à 2006, suivi de Brian Pitt, Todd Van Der Heyden et depuis 2012 avec Paul Karwatsky.

## Filmographie
- 1987 : Wild Thing : Katy
- 1997 : Face au mensonge (Loss of Faith) (TV) : Suzy Tanaka
- 1999 : The Witness Files : Reporter #1
- 2001 : WW3 (TV) : Newscaster
- 2005 : Un plan béton (King's Ransom) de Jeff W. Byrd : Chicago Newscaster